# Asplenium drepanophyllum
Asplenium drepanophyllum är en svartbräkenväxtart som beskrevs av Kze. Asplenium drepanophyllum ingår i släktet Asplenium och familjen Aspleniaceae. Inga underarter finns listade.